# عوز السلفاتاز المتعدد
عوز السلفاتاز المتعدد (إم إس دي)، المعروف أيضًا باسم مرض أوستن أو الداء الموكوسلفاتيدي، مرض يؤثر على الاختزان في الجسميات الحالة يتبع الوراثة الجسمية المتنحية، وهو مرض نادر جدًا وناجم عن عوز في إنزيمات سلفاتاز متعددة، أو في الإنزيم المولد للفورميل غليسين، الذي ينشط السلفاتازات. يشابه هذا المرض داء عديد السكاريد المخاطي.

## العلامات والأعراض
تظهر أعراض هذا الاضطراب عادة بين عمر السنة والسنتين. تشمل الأعراض ظهور الخشونة الطفيفة في ملامح الوجه والصمم والسُماك وضخامة الكبد والطحال. قد تحدث تشوهات في الهيكل العظمي، مثل انحناء العمود الفقري وعظم القص. عادة ما يكون جلد الأفراد المصابين بهذا الاضطراب جافًا. ينمو الأطفال المصابون بهذا الاضطراب أبطأ من المعدلات الطبيعية وقد يُظهرون تأخرًا في مهارات الكلام والمشي.
هذا المرض قاتل، مع أعراض تشمل التلف العصبي والتخلف العقلي الشديد. إنزيمات السلفاتاز هذه مسؤولة عن تحلل وإعادة تدوير السكريات المعقدة الحاوية على الكبريتات وذلك من الليبيدات وعديدات السكاريد المخاطية داخل الجسيم الحال. يؤدي تراكم الليبيدات وعديدات السكاريد المخاطية داخل الجسيم الحال إلى ظهور أعراض هذا الاضطراب. اعتبارًا من 2018، أُبلغ عن 75-100 حالة من عوز السلفاتاز المتعدد في جميع أنحاء العالم.

## المُسببات
يحدث عوز السلفاتاز المتعدد بسبب أي طفرة في جين SUMF1 ما يخل بمنتجه البروتيني، وهو الإنزيم المولد للفورميل غليسين. تؤدي هذه الطفرات إلى ظهور أشكال غير نشطة من الإنزيم المولد للفورميل غليسين. هذا الإنزيم مطلوب للتعديل ما بعد الترجمة لبقايا السيستئين في الموقع النشط لإنزيم السلفاتاز الذي يحولها إلى فورميل غليسين، وهو أمر ضروري لوظيفة هذا الإنزيم.

## الوراثة
لعوز السلفاتاز المتعدد نمط وراثة جسمية متنحية. احتمالات الوراثة لكل ولادة وفق التالي:
- إذا كان كلا الأبوين ناقلًا:
  - 25% (1 من كل 4) من الأبناء سيعانون من هذا الاضطراب
  - 50% (2 من كل 4) من الأبناء سيكونون حاملين (لكنهم لن يتأثروا)
  - 25% (1 من كل 4) من الأبناء سيكونون خاليين من عوز السلفاتاز المتعدد - طفل غير مصاب بالمرض وليس حاملًا له
- إذا كان أحد الأبوين مصابًا والآخر لا يحمل مورثات عوز السلفاتاز المتعدد:
  - سيعاني 0% (0) من الأبناء من الاضطراب - أحد الأبوين فقط متأثر، يعطي الأب الآخر جينًا طبيعيًا لكل الأبناء
  - 100% (4 من كل 4) من الأبناء سيكونون حاملين (لكنهم لن يتأثروا)
- إذا كان أحد الأبوين ناقلًا والآخر لا يحمل مورثات عوز السلفاتاز المتعدد:
  - 50% (2 من كل 4) من الأبناء سيكونون حاملين (لكنهم لن يتأثروا)
  - 50% (2 من كل 4) من الأبناء سيكونون غير حاملين لمورثة عوز السلفاتاز المتعدد - طفل غير مصاب وليس حاملًا للمرض

## التشخيص
يمكن تشخيص عوز السلفاتاز المتعدد بعد تحديد العوز في أكثر من إنزيم سلفاتاز واحد في كريات الدم البيضاء أو الخلايا المولدة الليفية، أو عن طريق الفحص الجيني الجزيئي الذي يُظهر الطفرات المُمرضة في كلا أليلي الجين SUMF1.

## العلاج
نظرًا إلى عدم وجود علاج لعوز السلفاتاز المتعدد، يقتصر التدبير على التعامل مع الأعراض. توجد الكثير من الأبحاث الجارية حاليًا عن عوز السلفاتاز المتعدد. بدأت مؤسسة إم إس دي أكشن فاونديشن أكثر من 15 مشروعًا بحثيًا عن عوز السلفاتاز المتعدد في السنوات الست الماضية. للكثير من هذه المشاريع تركيز تطبيقي. يُؤمل أن تحدث التجارب السريرية لعوز السلفاتاز المتعدد في المستقبل القريب.